# Francisco Rúa
Pour les articles homonymes, voir Rua.
Francisco Rúa est un  footballeur international argentin, né le 4 février 1911 à Buenos Aires et mort le 5 août 1993. IL évolue au poste d'attaquuant du début des années 1930 au milieu des années 1940.
Après des débuts au Club Atlético Talleres (RE), il joue ensuite notamment au Sportivo Dock Sud, aux Newell's Old Boys et au CA Estudiantes Buenos Aires.
International argentin, il dispute la Coupe du monde 1934.

## Biographie
Francisco Rúa commence sa carrière au Club Atlético Talleres (RE) en 1932, jouant seulement quatre matchs. En 1933, il passe au Club Atlético Lanús, où il ne joue qu'un match. En 1934, il signe au Sportivo Dock Sud en Liga Amateur argentina, et il est convoqué par l'entraîneur de la sélection argentine Felipe Pascucci pour disputer la Coupe du monde 1934 en Italie. En 1938, il retourne en Liga Profesional argentina au Vélez Sarsfield, où il joue quatre matchs, et marque un but.
En 1939, il signe chez l'équipe des Newell's Old Boys, où il comptabilise un total de dix matchs joués et six buts marqués. Il continue ensuite sa carrière en seconde division en 1940 lorsqu'il rejoint le Club Atlético Estudiantes de Buenos Aires de Buenos Aires, où il joue seize matchs et marque trois buts. Il part enfin finir sa carrière au Club Atlético Temperley entre 1946 et 1947, où il ne joue que huit matchs.